# 니콜라 루이 드 라카유

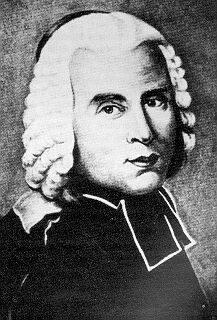
니콜라 루이 드 라카유

아베 니콜라 루이 드 라카유(프랑스어: Abbé Nicolas Louis de Lacaille, 1713년 3월 15일 ~ 1762년 3월 21일)는 프랑스의 천문학자, 측지학자이다.
라카유는 42개의 성운을 포함하여 약 1만 개의 남쪽 하늘의 별 목록을 작성한 것으로 유명하다. 이 목록은 《Coelum Australe Stelliferum》이라는 제목으로 사후(1763년)에 출간되었다. 목록에서는 이후 표준이 된 14개의 새로운 별자리를 소개하였다. 또한 라카유는 1800년간의 일식을 계산하여 표로 정리하였다.

## 생애
출생과 젊은 시절
루미니(현재의 아르덴)에서 태어났다. 그는 망트 라 졸리(Mantes-la-Jolie)의 학교를 나와 리지외의 학교(Collège de Lisieux)에서 수사학과 철학을 공부하고, 나바라의 학교(Collège de Navarre)에서 신학을 공부하였다. 그는 1731년 방돔(Vendôme)의 공작부인의 가정에서 일하던 아버지의 사망으로 궁핍해졌으나, 그의 아버지의 전 후원자였던 부르봉 공작(루이 앙리)으로부터 학업에 도움을 받았다.
그는 학교를 졸업한 후에 성직자로서 사제 서품을 받지는 않았으나, 부제의 명을 받았다. 이후로 그는 과학에 많은 시간을 할애하였고, 자크 카시니(조반니 도메니코 카시니의 아들)의 후원으로 일을 하게 되었다. 처음에 그는 낭트에서 바욘까지의 해안을 조사하였고, 1739년에는 프랑스의 동일 경도상의 거리(Meridian arc)를 측정하였다. 2년 간의 성공적인 활동으로 그는 왕립 과학원에 입회하였고, 마자랭 대학의 수학 교수로 지명되어 그곳에서 개인 전용의 작은 관측소를 세웠다. 그는 영향력 있는 교과서를 몇 권 저술하였으며, 뉴턴의 중력 이론의 확고한 지지자였다. 그의 제자 중에는 앙투안 라부아지에와 장 실뱅 바이가 있는데, 이들은 모두 프랑스 혁명 중에 단두대에서 목숨을 잃었다.
희망봉으로의 여행

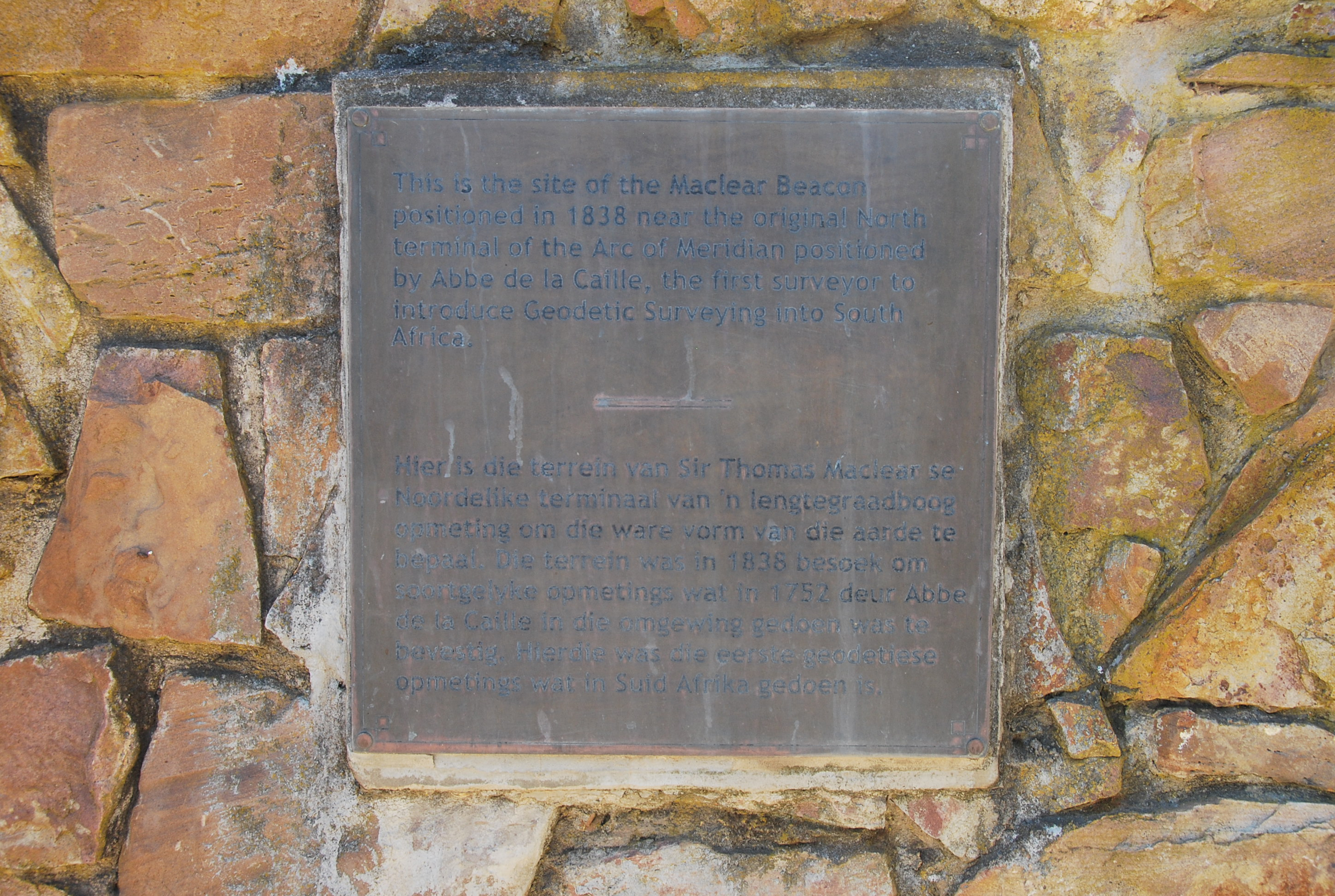
남아프리카 공화국 웨스턴케이프 주 오로라에 위치한 아베 드 라카유와 토마스 매클리어를 위한 기념비. 영어와 아프리칸스어로 씌어져 있다.

그는 가능한 가장 긴 기선으로 행성들의 거리를 삼각법으로 측량하려는 생각으로 1740년 희망봉 탐험을 제안하였다. 공식적으로 허가를 얻은 라카유는 네덜란드 총독 릭 툴바흐(Ryk Tulbagh)의 지원으로 테이블 만의 해안에 관측소를 세웠다. 그곳에 2년 동안 머무르면서 10,000개에 가까운 남쪽 하늘의 별 목록을 작성하는 중요한 성과를 얻었는데, 이를 위해 1년 넘게 매일 하늘을 관측해야 했다. 측량하던 중에 그는 42개의 흐릿한 천체에 주목하였다. 또한, 그는 화성을 중개로 달과 태양의 시차를 알아내는 목표를 달성하였다. 이는 유럽과의 동시 관측이 필요했는데, 유럽에서는 제롬 랄랑드가 측정하였다.
라카유는 희망봉에 머무르면서 남반구에서의 지구 반지름을 구하였다. 그는 웨스턴케이프 주 달링 북쪽의 스와틀랜드 평원에서 기선이 시작되게 하였다. 그리고는 삼각 측량을 이용하여 케이프 타운과 웨스턴케이프 주의 오로라 사이에 동일 경도상의 거리로 137km를 측정하였고, 천문 관측을 통해 양 끝점의 위도를 알아냈다. 그 결과는 지구가 북쪽보다는 남극 쪽으로 더 납작함을 시사하였다.
70년 후, 인도를 측량한 조지 에버리스트는 희망봉에서 병을 회복하던 중에 라카유의 위도 측정은 남쪽 끝은 테이블 산, 북쪽 끝은 피켓버그 산의 중력에 끌리는 영향을 받았을 것이라는 의견을 제시하였다. 1838년, 희망봉의 잉글랜드의 왕실 천문학자 토마스 매클리어가 더 긴 기선으로 다시 측정한 결과 에버리스트의 추측이 옳았음이 확인되었다.
이후의 삶
1754년에 파리로 돌아왔고, 다시 모리셔스로 향했다. 라카유는 그 자신이 대중의 관심거리가 되는 것에 고충을 겪었다. 그는 마자랭 대학에서 그의 업무를 계속하였다.
1757년에는 광행차와 장동을 고려하여 위치가 수정된 400개의 밝은 별 목록을 포함하는 《Astronomiae Fundamenta Novissimus》를 출간하였다. 그는 혜성의 궤도를 계산해 냈고, 헬리 혜성의 이름을 붙이는 데에도 영향을 주었다. 그는 1761년 9월 14일 왕립과학아카데미에서의 마지막 강연에서 그의 일생 동안 이루어지고 그 또한 적지 않은 공헌을 한 천문학상의 발전을 요약하였다.
라카유는 1762년에 사망하였고, 마자랭 대학의 납골당에 묻혔다.

## 주요 업적 및 저서

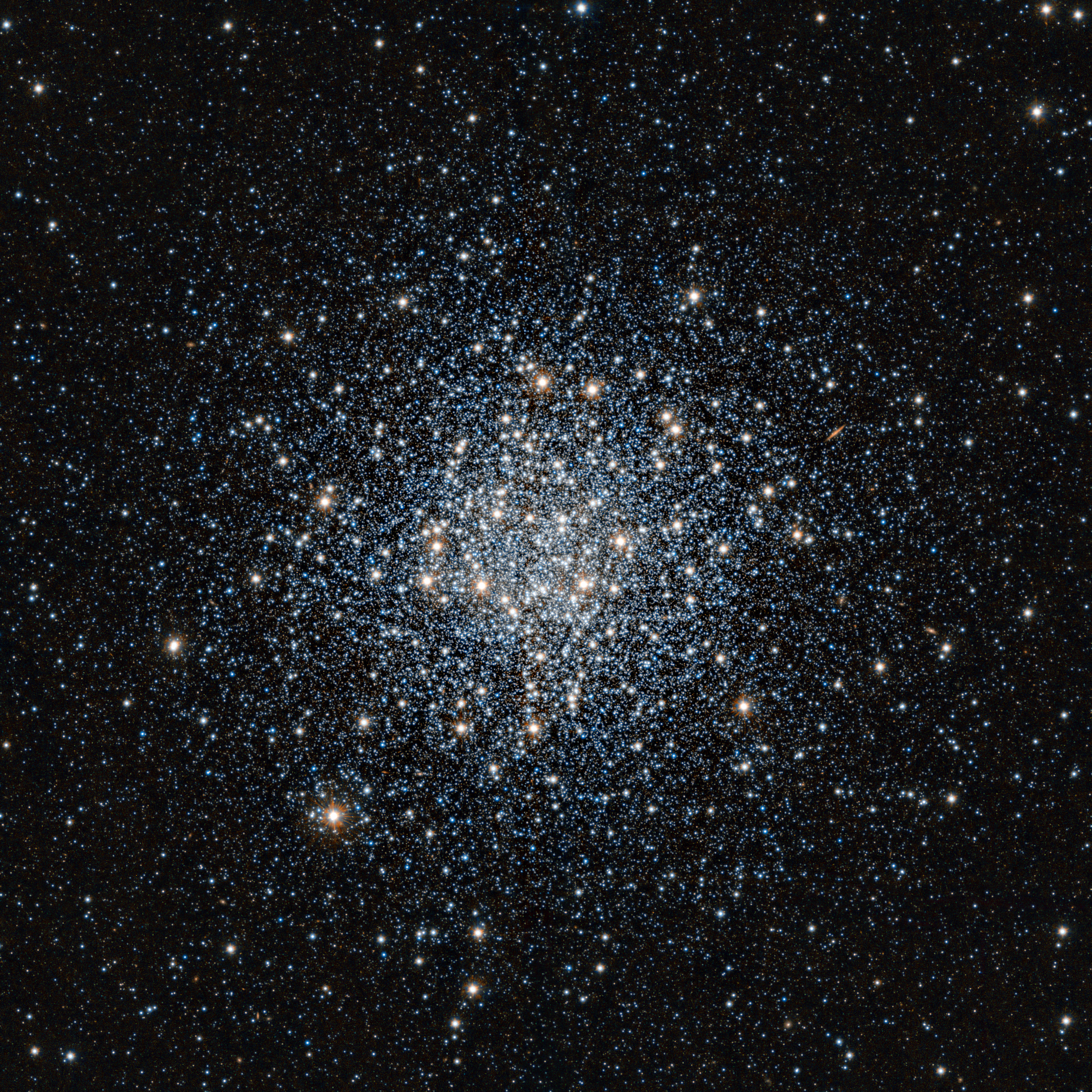
메시에 55는 1752년 6월 16일 발견된 구상성단이다.

### 계산
라카유는 '르 글로리외'(Le Glorieux)에 승객으로 승선하여 남반구로 가는 여행에서 바다에서의 위치를 알기 어렵다는 것을 의식하게 되었다. 파리로 돌아왔을 때 그는 클레로의 궤도 이론을 이용하여 월거(달과 천체와의 각거리)로 시간과 위도를 구할 수 있도록 정확한 달의 위치의 첫 목록 모음을 마련하였다. 라카유는 지칠 줄 모르는 계산기였으며, 천체력과 수학표를 구성하는 것 외에도 1,800년 간의 일식 표를 계산하였다.

### 별 목록과 14개 별자리
라카유의 남쪽 하늘의 별 목록은 그의 사후인 1763년, Coelum Australe Stelliferum의 제목으로 출간되었다. 그는 14개의 새로운 별자리를 도입할 필요가 있다고 여겼고, 이들 별자리는 이후 표준으로 유지되었다. 여기에는 산 이름을 딴 테이블산자리를 비롯하여, 공기펌프자리, 그물자리, 나침반자리, 망원경자리, 시계자리, 조각칼자리, 조각가자리, 직각자자리, 컴퍼스자리, 팔분의자리, 화가자리, 화로자리, 현미경자리가 포함된다.

### 저서
- Leçons élémentaires de Mathématiques (1741년)
- ditto de Mécanique (1743년)
- ditto d'Astronomie (1746년), 4판. 랄랑드(Lalande)가 증보(1779년)
- ditto d'Optique (1750년)
- 1,800년 간의 일식의 계산이 베네딕도회 사학자 샤를 클레망세의 L'Art de vérifier les dates(1750년)에 포함
- 1755년에 학회에 42개의 남쪽 하늘의 분류된 성운 목록을 공식적으로 통고하였다.[6]
- Astronomiae Fundamenta (1757년), 398개 별에 대한 기본적인 목록이 포함되어 있다. 베일리에 의해 다시 편집되었다.(Memoirs Roy. Astr. Society, v. 93)
- Tabulae Solares (1758년)
- Coelum australe stelliferum (1763년) (J. D. Maraldi 편집), 10,000개 별에 대한 지역협동관측(zone observation)이 실려 있으며, 14개의 새로운 별자리를 설명하였다.
- Observations sur 515 étoiles du Zodiaque (Ephémérides vi.에 포함, 1763년)

### 평가
제롬 랄랑드는 그를 두고 상대적으로 짧은 생애 동안 동 기간의 천문학자들을 모두 합한 것보다 많은 관측과 계산을 했다고 평가하였다. 그의 업적의 우수성은 그 양에 못지 않았고, 사심 없고 청렴한 품성으로 널리 존경받았다.

## 명예
1754년, 라카유는 스웨덴 왕립 과학원의 외국 회원으로 선출되었다. 그는 또한 상트페테르부르크와 베를린 학술원, 런던의 왕립학회, 괴팅겐 과학원, 볼로냐 협회의 명예회원이었다.
달의 라카유 분화구, 1960년 10월 17일 발견된 소행성 9135 라카유 (7609 P-L 과 1994 EK6) 등은 그의 이름을 딴 것이다.